# Typhlops koekkoeki
Typhlops koekkoeki este o specie de șerpi din genul Typhlops, familia Typhlopidae, descrisă de Brongersma 1934. Conform Catalogue of Life specia Typhlops koekkoeki nu are subspecii cunoscute.